# Grube Fahn
Die Grube Fahn ist eine ehemalige Eisen-Grube des Bensberger Erzreviers in Bergisch Gladbach. Das Gelände gehört zum Stadtteil Schildgen. Das erste Mutungsgesuch stammt vom 26. August 1854. Ein zweites Mutungsgesuch folgte am 8. Januar 1857. Erst am 8. Januar 1868 lagen die Voraussetzungen für eine Verleihung vor. Das Grubenfeld Fahn befindet sich mitten in Schildgen. Hinter dem Haus Fahner Weg 3 a/b und in den benachbarten Grundstücken sieht man mehrere, zum Teil größere Pingen, die man hervorragend in die Gartenanlagen integriert hat. Über die Betriebstätigkeiten ist nichts Näheres bekannt.